# Татарский национализм

Флаг Всетатарского общественного центра. Нередко используется как символ татарского национализма

Татарский национализм (тат. Татар милләтчелеге) — националистическая идеология, главными идеями которой являются развитие татарской нации, сохранение и развитие татарской государственности.

## История
В современном татарском национальном движении выделяются два направления: умеренное, представленное Всемирным конгрессом татар и Институтом истории АН РТ и радикальное, представленное Всетатарским общественным центром, организациями «Иттифак» и «Азатлык». Радикальные группы пропагандируют идеи независимости Татарстана, а также создания в Урало-Поволжье
государства «Идель-Урал». 
Татарские националисты апеллируют к проекту «Идель-Урал», выдвинутому Гаязом Исхаки в 1917 году, и предполагавшего создание татаро-тюркского государства в Урало-Волжском регионе, который однако не был реализован. В ходе Второй мировой войны в составе Вермахта а позже и Войск СС был образован одноимённый легион Идель-Урал, включающий в себя представителей татарского народа и других соседних народов. 

### В 1990-е годы
В 1990 году была подписана декларация о государственном суверенитете Татарстана, согласно которой Татарская АССР была преобразована в современную Республику Татарстан. В феврале 1992 года Татарская ССР была переименована в Татарстан, в марте того же года прошёл референдум о суверенитете, итог которого определил Республику Татарстан как суверенное государство. До 1994 года Татарстан отказывался подписывать федеративный договор с Россией. Между сторонами шли переговоры, результатом которых стало подписание в этом же году договора о разграничении предметов ведения между органами госвласти России и Татарстана.
В это время в Татарстане сложились несколько политических партий и движений, которые позиционировали себя националистическими. Это в первую очередь Всетатарский общественный центр, который зародился ещё в 1988 году. Создателями организации выступили доцент Казанского университета Марат Мулюков, писательница Фаузия Байрамова, историк Дамир Исхаков, философ Рафаэль Хакимов и другие. В конце 1980-х и в 1990-х годах организация проводила мероприятия разной направленности. В 2022 году организация была признана экстремистской.
В начале 1990-х татарские националисты в качестве образца решения этногосударственных и этнокультурных вопросов принимали программу Народного фронта Эстонии. Этнонационалисты выступали противниками заключения договора между Татарстаном и Россией, агитировали за создание независимого этнического государства татар и избирательное предоставление гражданства Татарстана. Однако противодействие большинства жителей республики и части депутатов ВС РТ не позволили им реализовать эту программу.
Экстремистский характер деятельности этнонационалистов и их склонность к насильственным методам проявились в октябре 1991 года, когда вооруженные боевики, принадлежащие к этнонационалистическим организациям предприняли попытку штурма Верховного Совета РТ.
После 1994 года стал заметен кризис татарского этнонационализма. После подписания договора о разграничении полномочий между Российской Федерацией и Республикой Татарстан этнонационалистическое движение было уже не в силах оказывать существенное влияние на обстановку в республике. Ряд фигур, стоявших у истоков этнонационалистических организаций, отошли от их деятельности. Со второй половины 1990-х татарские националисты начинают апеллировать к религиозной теме.

### В 2000-е годы
В 2000-е годы наблюдалось два всплеска активности татарских националистов. В 2001 году в связи с требованием федерального центра привести в соответствие с Конституцией России Конституцию Татарстана и в 2008 году, когда в ответ на признание Россией независимости Южной Осетии и Абхазии Файзуя Байрамова провозгласила создание «правительства Татарстана в изгнании» во главе с гражданином США Вилом Мирзаяновым.

## Современность
К концу 2010-х, татарское националистическое движение пришло в упадок, организации этнонационалистов были признаны экстремистскими и запрещены, большинство активистов эмигрировало, среди них лидеры ВТОЦ Фарит Закиев и Рафис Кашапов, журналист Руслан Айсин и другие. Одной из ведущих сил татарского национализма является Правительство независимого Татарстана в изгнании.